# غواصة يو بي-60
يو بي-60 غواصة ألمانية من فئة يو بي3 خدمت في البحرية الإمبراطورية الألمانية خلال الحرب العالمية الأولى. تم تكليفها في أسطول التدريب التابع للبحرية الإمبراطورية الألمانية في 6 يونيو 1917.